# Megalostrata
Megalostrata (en llatí Megalostrata, en grec antic Μεγαλοστράτα) va ser una poeta espartana, estimada per Alcman. Segons els antics, el poeta admirava la seva capacitat de conversa. Cap de les seves obres s'ha preservat.
Només és coneguda per un fragment d'un poema d'Alcman que va conservar Ateneu de Nàucratis al Deipnosophistae que diu: τοῦθ᾽ ἁδεᾶν Μωσᾶν ἔδειξε, δῶρον μάκαιρα παρθένων, ἁ ξανθὰ Μεγαλοστράτα ("Megalostrata, donzella de cabells daurats que gaudeix del regal de les muses"). (Alcman, Fr. apud Ath. 13. p. 600).